# 万缘街道
万缘街道是中华人民共和国四川省广元市利州区下辖的一个街道办事处。2019年12月，设立万缘街道，将东坝街道万缘社区、古堰社区、老街社区和大石镇快乐社区、绿化村及龙潭乡和平村1至5组、胜利村5、7、8、9组所属行政区域划归万缘街道管辖，万缘街道办事处驻剑门路183号。

## 行政区划
万缘街道下辖以下村级行政区划单位：
老街社区、古堰社区、万缘社区、快乐社区、绿化村、万和村。